# Le Clan
Le Clan (tj. rod, kmen) je francouzský hraný film z roku 2004, který režíroval Gaël Morel podle vlastního scénáře. Film rozdělený do třech částí popisuje odlišné osudy tří bratrů, kteří žijí společně se svým ovdovělým otcem.

## Děj
První část Marc se odehrává v létě. Marc a jeho kamarádi z party se poflakují mezi domy a u jezera. Od smrti matky je Marc v konfliktu se svým otcem a částečně s nejmladším bratrem Olivierem, který každou noc mluví se svou matkou na fotografii. Se svým kamarádem Hichamem se zapletou s překupníky drog, a protože jim Marc dluží peníze, dealeři mu zabijí jeho milovaného psa.
Druhá část Christophe se odehrává během následujícího podzimu a zimy. Nejstarší ze synů Christophe se vrací z vězení. Najde si práci v místní továrně na výrobu šunky a snaží se usadit. Dostává se do konfliktu s Marcem, který chce pomstít smrt svého psa a plánuje zabít překupníka. Když ho však chce přejet autem, vybourá se.
Třetí část Olivier se odehrává na podzim dalšího roku. Olivier a Hicham, který se zajímá o capoeiru, prožívají utajený milostný vztah. Hicham učí Oliviera paragliding. Příběh doprovází citace z milostného dopisu, který Hicham napsal Olivierovi po jejich rozchodu a svém odjezdu do Paříže. Olivier pomáhá Marcovi s rehabilitací po autonehodě.

## O filmu
Film se odehrává v alpském městě Annecy, ačkoliv Gaël Morel původně umístil děj do přímořského Toulonu. Výběr města Annecy s jeho jezerem a horskými říčkami byl důležitý při úpravě scénáře, protože voda hraje v příbězích významnou roli.
Film byl natáčen v říjnu, ačkoliv se příběh v první části odehrává v létě.
Každá ze tří částí filmu představuje odlišný žánr – film o krizi adolescence, sociální film a melodrama. Ačkoliv je v každé části vždy upřednostněn jeden z bratrů, postavy ostatních členů rodiny se zde rovněž prolínají.

## Obsazení
| Nicolas Cazalé   | Marc       |
| Stéphane Rideau  | Christophe |
| Thomas Dumerchez | Olivier    |
| Salim Kechiouche | Hicham     |
| Bruno Lochet     | otec       |
| Vincent Martinez | profesor   |
| Jackie Berroyer  | Robert     |
| Aure Atika       | Émilie     |
| Olivier Perez    | Zora       |